# 汪怡
汪 怡（おう い、1877年? - 1960年）は、中国の国語運動家。中国の標準語である国語の確立のために努力し、また中国語用の速記を考案、普及させた人物として知られる。

## 生涯
汪怡は浙江省杭州の人で、字は一庵といった。張之洞の創立した湖北省の両湖書院に学び、中学の英文教師や遼寧省営口の商業学校の監督（校長）をつとめた。
辛亥革命以降
辛亥革命以後は北京で『新中国報』の編集にたずさわり、その後北京師範大学と北京師範学校の講師をつとめた。同時に読音統一会や国語統一籌備会に参加し、また国語統一会の常務委員だった。
早くから速記に興味を持ち、中国の初期の速記術や、英語のピットマン式の速記を学んだ。日本の熊崎健一郎『速記術独習』の附録「支那速記術」にも刺激された。1919年に中国語の新しい速記方式である『中国新式速記術』を出版した。その後何度も改訂し、1928年に『中華国語最新速記術』、1931年に『汪怡国語速記学』、1936年に『汪怡簡式速記学』を出版している。
1920年から国語統一籌備会の国語講習所で国語の音声を教えた。そのときの講義をもとにして、1924年に教科書『新著国語発音学』を商務印書館から出版した。この書物は11章からなるが、当時の国語はまだ北京音を元にしていない人工的な音であり、後の国語とは異なるものだった。
1925年、汪怡は劉復ら「数人会」のメンバーとして国語ローマ字の制定に参加した。『教育部国語辞典』の主編でもあった。
台湾へ
1947年以降台湾に住んだ。1951年、汪怡はすでに74歳に達していたが、改良された『汪怡速記学』を出版。1960年に台北で病没した。